# Биков Дмитро Львович
Дмитро Львович Биков (рос. Дмитрий Львович Быков, при народженні Зільбертруд; 20 грудня 1967, Москва) — російський поет, письменник, літературознавець і журналіст; професор літератури російського Державного інституту міжнародних відносин, викладач МПДУ; біограф російських поетів Бориса Пастернака та Булата Окуджави.

## Біографія
Уродженець м. Москви. Народився в 20 грудня 1967 році у єврейській сімʼї батьки Лев Мойсейович (Лейб Мошкович) Зільбертруд і Наталя Йосипівна Бикова (Лойтерштейн) розійшлися. Сина виховувала мати, вчителька російської мови та літератури. 
1984 закінчив школу з золотою медаллю потім факультет журналістики МДУ з червоним дипломом, пройшов службу в армії. Працювати почав як позаштатний кореспондент з 1982 року. 
З шести років почав писати вірші. Прийнятий до Спілки письменників Росії з 1991 року.
У квітні 2019 року був отруєний невстановленою отруйною речовиною. Йому стало зле під час перельоту Єкатеринбург-Уфа, п'ять діб перебував у комі, зрештою був переведений до інституту нейрології в Москві звідки був виписаний 26 квітня 2019 року. Розслідування групи Bellingcat встановило, що до отруєння можуть бути причетними ті самі підрозділи, що й до отруєння Олексія Навального в серпні 2020 року отруйною речовиною сімейства «Новичок».

## Творча біографія
У 2003—2006 роках Дмитро Биков вів майстер-клас в Інституті журналістики і літературної творчості.
Мав друковані твори (полемічні, літературознавські, критичні статті) майже у всіх значних московських виданнях:
- «Огоньок» (до 2007 р.);
- «Нова газета»;
- «Труд»;
- «Столиця»;
- «Вечірній клуб»;
- «Російське життя».

Дебютував на російському ТБ у 1992 році в програмі Кіри Прошутінської. На ATV вів власну програму «Добре БИков» (російською «Хорошо БЫков»), був також одним з ведучих програми «Врємєчко». У 2009 році його запросили бути ведучим програми «Народжені в СРСР» (канал «Ностальгія»). Окрім телебачення, Дмитро Биков вів програму «Сіті шоу з Дмитром Биковим» на радіо Сіті-FM.

## Орден куртуазних маньєристів
- Куртуазний маньєризм  — течія в сучасній російській поезії.

Гурток сформувався в 1980-ті роки, офіційна поява якого зафіксована 22 грудня 1988 року. Перша спільна збірка «Чарівна отрута кохання» (російською «Волшебный яд любви») надрукована у 1989 році і мала твори засновників, серед яких
Вадим Степанцов Дмитро Биков Олександр Вулих Андрій Добринін Віктор Пеленягре Константен Григор'єв.
Симптоматична поява подібного гуртка в часи розвалу і зникнення СРСР. Це відсилає дослідників культури до Італії 16 століття і ганебного пограбування і руйнації Риму у 1527 році. Тоді, у травні 1527 р. вояки католицького короля Карла V захопили і зруйнували центр католицизму — Рим. Одновірці католики не зупинились перед пограбуванням католицьких монастирів, церков і католицьких же святинь. Це призвело до кризи в суспільстві, рішучої відмови від гуманізму, як ідейної течії і появи маньєризму в світогляді і творах сучасників і митців. Переживати почуття тривоги, жаху від трагедій, страшного розчарування в політиках і політиці — нормально для творчої(чи не творчої) особи цілком природно в часи суспільних катастроф. Але після таких переживань не виникають комедії чи гармонійні твори.
Зникнення СРСР (на щастя) не супроводжувалося руйнаціями у столицях чи масовими вбивствами, як у Римі 1527 року. Але запанували настрої кризи, невіри, розбрату. Значно підвищилась зацікавленість до епох занепаду і занепадницьких течій в минулому — декадансу на зламі 19-20 століть, маньєризму 16-17 століть, занепаду Римської імперії.

### Маніфест куртуазних маньєристів
Гурток вважає своїми попередниками поетів Парні́, Пу́шкіна тощо. Ідейним напрямом слугують настої вакхічних пісень чи рядки (російською):
- Давайте пить и веселиться,
- Давайте жизнию играть
- Пусть чернь слепая суетится
- Не нам безумной — подражать.
- Пусть наша ветреная младость
- Потонет в неге и вине,
- Пусть изменяющая радость
- нам улыбнётся хоть во сне.
- «Пусть Моцарт играет нам на своём волшебном клавесине, а мы, куртуазные маньеристы, пустимся в бешеную мазурку с самыми блистательными из дам, созданных нашим воображением.»

Але історія знає чимало прикладів, коли засновники самі не дотримуються проголошених принципів і ідейного напрямку. Є й приклади, коли грандіозна обдарованість прихильників гуртка перероста обмеженість схоластичних принципів проголошеного напримку і буває відкинута талантами (Чехов і доба декадансу, Альбер Марке в гуртку «Фовістів»… [Дмитро Биков і орден куртуазних маньєристів ?])
Якщо правда, що після зникнення імперій повинні залишитися не руїни і братські поховання, а меланхолійні спогади, і література допомагає виникненню лише меланхолійних спогадів та путівників по столицях колишніх імперій, хай буде і орден куртуазних маньєристів.

## Громадянська позиція
Бикова вважають опозиційно налаштованим до російської влади зокрема, через те, що він двічі відмовлявся від зустрічі із Путіним, а в грудні 2016 року підтримав засудженого у Росії українського режисера Олега Сенцова.
Крім того, 21 лютого 2022 року Биков підписав відкритий колективний лист російського Конгресу інтелігенції «Ви будете прокляті!» паліям війни, в якому йдеться про історичну відповідальність влади РФ за розпалювання «великої війни з Україною».
Водночас, згідно з суб'єктивними оцінками, має імперські погляди щодо України. Зокрема, у серпні 2019 під час виступу в Одесі Биков заявив: «Якщо Одеса буде існувати поза російським контекстом, роль її буде жалюгідною». Ця заява викликала шквал обурення серед українців, а на сайті Президента України створили петицію із закликом заборонити Дмитру Бикову перебувати на території України. 
Згодом, у липні 2022 року, в інтерв'ю українському телеканалу FreeДом Биков заявив, що росіянам не потрібно каятися через війну проти України, а українських націоналістів назвав «дурнями».

## Неповний перелік друкованих творів Бикова (назви російською)
- «Оправдание», (роман про фантастичні версії біографій людей, які вижили у сталінських таборах, 2001)
- «Блюд труда» (публіцистика, 2003)
- «Орфография», (роман, 2003), присвячений реформі російської орфографії у 1918 році, яку започаткував Ленін.
- «Правда» (разом з Максимом Чертановим в жанрі витівкового роману про В. І. Леніна, 2005)
- «Хроники ближайшей войны» (статті, 2005)
- «Эвакуатор» (роман про теракти в Москві, 2005)
- «Борис Пастернак» (художня біографія поета, серия «Жизнь замечательных людей», 2005)
- «В мире животиков. Детская книга для взрослых, взрослая книга для детей» (разом з дружиною, 2005)
- «Последнее время: стихи, поэмы, баллады», (2006)
- «ЖД» (роман, 2006)
- «Вместо жизни», (статті, 2006)
- «Списанные» (2008)
- «На пустом месте» (статті, 2008)
- «Булат Окуджава» (серія «Жизнь замечательных людей», 2009)
- «Отчёт» (поетична збірка, 2010)

2013 року побачив світ складений Биковим список «100 книг, які повинен прочитати кожен».

## Родина
Одружений, дружина — Ірина Лукьянова, дитяча письменниця. В родині двоє дітей.

## Літературні премії Дмитра Бикова
- Міжнародна літературна премія імені А.і Б.Стругацьких за роман «Орфографія» (АВС-премія)
- Міжнародна літературна премія імені А.і Б.Стругацьких за роман «Эвакуатор»
- Премія «Національний бестселер» за біографічну книгу «Борис Пастернак» у 2006 році
- Премія «Большая книга» за біографічну книгу «Борис Пастернак» у 2006 році
- Міжнародна літературна премія імені А.і Б.Стругацьких за роман «ЖД».
- Премії міжнародної асамблеї фантастики «Портал» у 2008 році за оповідання «Отпуск» і 2011 році за роман «Остромов, или ученик чародея».